# Обефуна, Альберт Канене
Альберт Канене Обефуна (Albert Kanene Obiefuna, 30 января 1930 год, Колониальная Нигерия — 11 мая 2011 год, Оничи, Нигерия) — католический прелат, первый епископ Авки с 10 ноября 1977 года по 9 сентября 1994 год, архиепископ Оничи с 25 февраля 1995 года по 1 сентября 2003 год..

## Биография
21 декабря 1963 года Альберт Канене Обефуна был рукоположён в священника кардиналом Григорием-Петром Агаджаняном, после чего служил в различных католических приходах епархии Оничи.
10 ноября 1977 года Римский папа Павел VI назначил Альберта Канене Обефуну епископом Авки. 5 февраля 1978 года состоялось рукоположение Альберта Канене Обефуны в епископа, которое совершил титулярный архиепископ Лауриакума и апостольским пронунцием в Нигерии Джироламо Приджоне в сослужении с архиепископом Оничи Фрэнсисом Аринзе и архиепископом Оверри Марком Онвухой Унегбу.
9 сентября 1994 года Альберт Канене Обефуна был назначен вспомогательным епископом архиепархии Оничи. 25 февраля 1995 года Римский папа Иоанн Павел II назначил Альберта Канене Обефуну архиепископом Оничи.
1 сентября 2003 года Альберт Канене Обефуна подал в отставку. Скончался 11 мая 2011 года в городе Оничи.